# 퀀텀 캐스케이드 레이저
퀀텀 캐스케이드 레이저(Quantum-cascade laser, QCL)는 전자기 스펙트럼의 중적외선~원적외선 부분을 방출하는 반도체 레이저로, 1994년 벨 연구소의 제롬 파이스트, 페데리코 카파소, 데보라 시브코, 카를로 시르토리, 앨버트 허친슨 및 알프레드 초에 의해 처음 시연되었다.
물질 띠틈을 가로질러 전자-정공 쌍의 재결합을 통해 전자기 방사선을 방출하는 일반적인 대역 간 반도체 레이저와 달리, QCL은 단극성이고, 레이저 방출은 반도체 다중 양자 우물 이종 구조의 반복 스택에서 하위 대역 간 전이를 사용하여 달성된다. 1971년 R. F. 카자리노프와 R. A. 수리스가 "초격자를 갖는 반도체에서 전자파 증폭 가능성"이라는 기사에서 처음 제안한 아이디어이다.
한국어로는 양자 캐스케이드 레이저, 양자 폭포 레이저, 양자 연쇄 반응 레이저 등으로 번역된다.